# Parabole du vignoble gaspillé
Le vignoble gaspillé est une parabole de l'Ancien Testament qui se trouve dans le Livre d'Isaïe. Elle parle des efforts que déploie Dieu pour aider son peuple, et de l'ingratitude de celui-ci.

## Texte

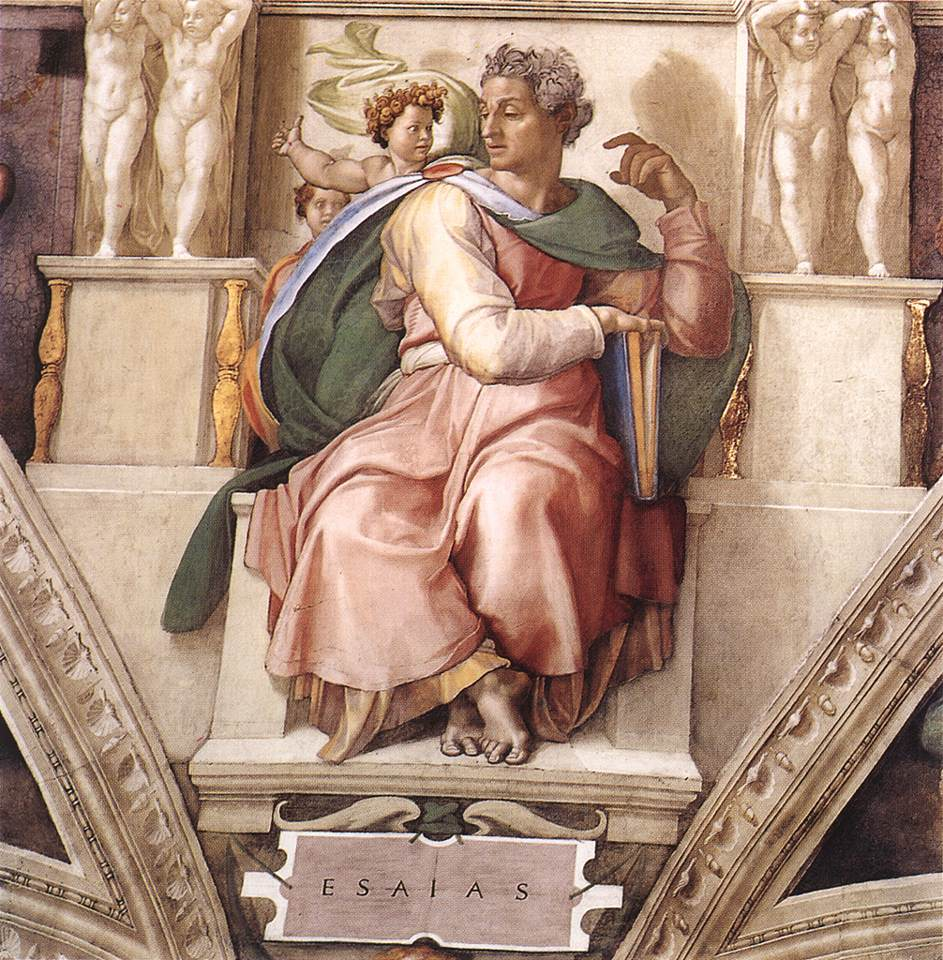
Isaïe, par Michel-Ange, (c. 1508-1512, chapelle Sixtine, Cité du Vatican).

Livre d'Isaïe, chapitre 5, versets 1 à 7 :
« Je chanterai à mon bien-aimé le cantique de mon bien-aimé sur sa vigne. Mon bien-aimé avait une vigne, sur un coteau fertile. Il en remua le sol, ôta les pierres, et y mit un plant délicieux; Il bâtit une tour au milieu d'elle, et il y creusa aussi une cuve. Puis il espéra qu'elle produirait de bons raisins, mais elle en a produit de mauvais. Maintenant donc, habitants de Jérusalem et hommes de Juda, Soyez juges entre moi et ma vigne ! Qu'y avait-il encore à faire à ma vigne, Que je n'aie pas fait pour elle? Pourquoi, quand j'ai espéré qu'elle produirait de bons raisins, En a-t-elle produit de mauvais ? Je vous dirai maintenant Ce que je vais faire à ma vigne. J'en arracherai la haie, pour qu'elle soit broutée ; j'en abattrai la clôture, pour qu'elle soit foulée aux pieds. Je la réduirai en ruine ; elle ne sera plus taillée, ni cultivée ; Les ronces et les épines y croîtront ; Et je donnerai mes ordres aux nuées, Afin qu'elles ne laissent plus tomber la pluie sur elle. La vigne de l'Éternel des armées, c'est la maison d'Israël, Et les hommes de Juda, c'est le plant qu'il chérissait. Il avait espéré de la droiture, et voici du sang versé ! De la justice, et voici des cris de détresse ! »
Traduction d'après la Bible Louis Segond.

## Interprétation chrétienne
Thomas d'Aquin amène une analyse qu'ont suivie les exégètes modernes. Dans les chapitres 1 à 39, Dieu menace son peuple d"une punition divine, puis le livre traite du réconfort de la miséricorde (chapitre 40 à 66). 
Le docteur de l'Église avance que la maison d'Israël a succombé aux tentations des biens temporels. Dieu se plaint de ces péchés.